# 't Nonnetje
 (juillet 2025).
't Nonnetje (en néerlandais, « La Petite Nonne ») est un restaurant gastronomique situé à Harderwijk, dans la province de Gueldre aux Pays-Bas. Ce restaurant de haute cuisine a été récompensé d'une étoile Michelin pour les périodes 2004-2007 et 2009-2014, puis d'une deuxième étoile en 2015,,,,. Gault et Millau a attribué au restaurant 18 points sur 20.
Le restaurant est dirigé par le chef Michel van der Kroft, qui a rejoint l'établissement en 2006, succédant à Omar Dahak, responsable de l'obtention de la première étoile Michelin en 2004,. Avec ce changement de chef, le restaurant perd son étoile en 2007, mais la retrouve en 2008. Le propriétaire et maître d'hôtel, Robert Jan Nijland, dirige l'établissement depuis février 1998.
En 2009, 't Nonnetje devient membre de l'Alliance Gastronomique Néerlandaise, renforçant sa position parmi les grandes tables néerlandaises,. En 2023, le restaurant a subi une rénovation complète, modernisant son cadre tout en préservant son ambiance raffinée.